# Rio Ciclova
O Rio Ciclova é um rio da Romênia, afluente do Caraş, localizado no distrito de Caraş-Severin.